# Hansjörg Knecht
Hansjörg Knecht (Leuggern, 24 maart 1960) is een Zwitsers politicus voor de Zwitserse Volkspartij (SVP/UDC) uit het kanton Aargau.

## Biografie

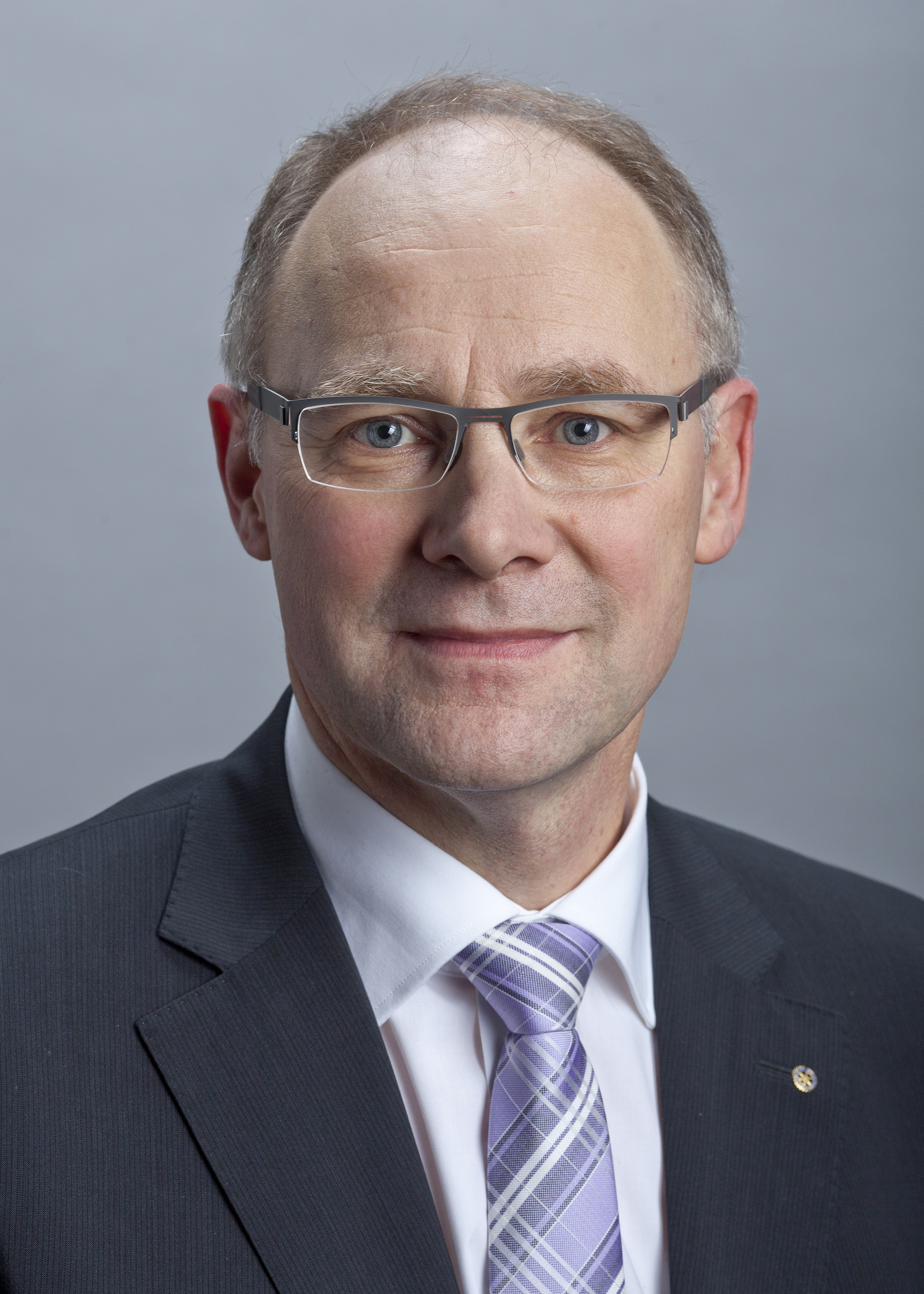
Hansjörg Knecht in 2015.

Van 1990 tot 1997 zetelde Hansjörg Knecht in de gemeenteraad van Leibstadt.
Hij zetelde vervolgens in de Grote Raad van Aargau, het kantonnaal parlement van Aargau, van 1996 tot 2012. Bij de parlementsverkiezingen van 2011 werd hij verkozen in de Nationale Raad, met herverkiezing in 2015.
Bij de parlementsverkiezingen van 2019 werd hij op 24 november 2019 verkozen in de Kantonsraad.  In 2023 kwam hij niet meer op.